# Чеботарь, Максим Витальевич
Максим Витальевич Чеботарь (16 ноября 1982, Бендеры, Молдавская ССР, СССР) — молдавский и российский футболист.

## Карьера
Воспитанник команды «Динамо» (Бендеры). Несколько лет провел в молдавской Национальной дивизии, где он выступал за «Униспорт-Авто", «Динамо" и «Искру-Сталь». В 2008-2009 гг. Чеботарь играл в России в подмосковных клубах ПФЛ «Звезда» (Серпухов), «Дмитров» и «Зеленоград». В 2011 году провел сезон в Белоруссии за «Торпедо-БелАЗ», а затем - переехал в Казахстане.. Последним клубом в карьере футболиста стал российский любительский коллектив «Текс» из Ивантеевки.

## Достижения
- Победитель Дивизиона «A» (1): 2013/14.